# Campeonato Mundial de Futebol Sub-17 de 1999
O Campeonato Mundial de Futebol Sub-17 de 1999 foi disputado na Nova Zelândia entre 10 e 27 de Novembro de 1999. Esta foi a 8ª edição da competição.
A final foi disputada por Brasil e Austrália. Após empate por 0 a 0 no tempo normal e na prorrogação, o Brasil derrotou a Austrália por 8 a 7 na disputa por pênaltis e conquistou o segundo título mundial.

## Selecções
| CAF (África) - Gana - Burquina Fasso - Mali AFC (Ásia) - Tailândia - Catar | UEFA (Europa) - Espanha - Polónia - Alemanha CONCACAF (América do Norte, Central e Caribe) - Jamaica - México - Estados Unidos | CONMEBOL (América do Sul) - Brasil - Paraguai - Uruguai OFC (Oceânia) - Austrália País anfitrião - Nova Zelândia |

## Primeira fase

### Grupo A
| Selecção       | J | V | E | D | GM | GS | +/- | Pts |
| -------------- | - | - | - | - | -- | -- | --- | --- |
| Estados Unidos | 3 | 2 | 1 | 0 | 4  | 2  | 2   | 7   |
| Uruguai        | 3 | 1 | 1 | 1 | 6  | 2  | 4   | 4   |
| Nova Zelândia  | 3 | 1 | 0 | 2 | 3  | 8  | -5  | 3   |
| Polónia        | 3 | 0 | 2 | 1 | 3  | 4  | -1  | 2   |

| 10 de Novembro de 1999 | Nova Zelândia | 1 - 2     | Estados Unidos           | North Harbour Stadium, Auckland         |
| 19:30                  | Mulligan 16'  | Relatório | Thompson 69' Donovan 74' | Público: 14,103 Árbitro: Wolfgang Stark |

| 11 de Novembro de 1999 | Uruguai     | 1 - 1     | Polónia   | North Harbour Stadium, Auckland       |
| 19:30                  | Alvarez 46' | Relatório | Madej 51' | Público: 3,623 Árbitro: Hichem Guirat |

| 13 de Novembro de 1999 | Nova Zelândia | 0 - 5     | Uruguai                                                     | North Harbour Stadium, Auckland           |
| 13:45                  |               | Relatório | Lapolla 42' Peralta 45+1' Leal 63' Martinez 71' Meneses 77' | Público: 10,265 Árbitro: Costas Kapitanis |

| 13 de Novembro de 1999 | Estados Unidos     | 1 - 1     | Polónia          | North Harbour Stadium, Auckland               |
| 16:00                  | Donovan 89' (g.p.) | Relatório | Madej 43' (g.p.) | Público: 10,265 Árbitro: Robert Troxler Ayala |

| 16 de Novembro de 1999 | Polónia          | 1 - 2     | Nova Zelândia           | North Harbour Stadium, Auckland            |
| 18:00                  | Mierzejewski 88' | Relatório | Mulligan 53' Pearce 64' | Público: 7,643 Árbitro: Edgar Rangel Perez |

| 16 de Novembro de 1999 | Estados Unidos | 1 - 0     | Uruguai | North Harbour Stadium, Auckland        |
| 20:15                  | Onyewu 90'     | Relatório |         | Público: 7,643 Árbitro: Kyros Vassaras |

### Grupo B
| Selecção  | J | V | E | D | GM | GS | +/- | Pts |
| --------- | - | - | - | - | -- | -- | --- | --- |
| Gana      | 3 | 2 | 1 | 0 | 12 | 2  | 10  | 7   |
| México    | 3 | 2 | 0 | 1 | 5  | 4  | 1   | 6   |
| Espanha   | 3 | 1 | 1 | 1 | 7  | 2  | 5   | 4   |
| Tailândia | 3 | 0 | 0 | 3 | 1  | 17 | -16 | 0   |

| 11 de Novembro de 1999 | Gana         | 1 - 1     | Espanha     | McLean Park, Napier                   |
| 16:00                  | Attiku 45+2' | Relatório | Mario 90+7' | Público: 4,000 Árbitro: Toru Kamikawa |

| 11 de Novembro de 1999 | México                                          | 4 - 0     | Tailândia | McLean Park, Napier                           |
| 18:15                  | Estrada 7' Galindo 38' Ramirez 53' Grijalva 76' | Relatório |           | Público: 3,950 Árbitro: Bruce Edward Grimshaw |

| 13 de Novembro de 1999 | Espanha                                                     | 6 - 0     | Tailândia | McLean Park, Napier                |
| 13:45                  | Aitor 35' , 44' , 91' Albert 42' Ernesto 45+1' Jonathan 80' | Relatório |           | Público: 5,200 Árbitro: Noel Bynoe |

| 13 de Novembro de 1999 | Gana                               | 4 - 0     | México | McLean Park, Napier                           |
| 16:00                  | Lamptey 38' , 75' Attiku 71' , 89' | Relatório |        | Público: 5,200 Árbitro: Bruce Edward Grimshaw |

| 16 de Novembro de 1999 | Tailândia                                                  | 1 - 7     | Gana      | McLean Park, Napier                 |
| 16:00                  | Dong-Bortey 7' , 16' , 50' Addo 22' , 28' , 52' Obodai 91' | Relatório | Suriya 62 | Público: 4,056 Árbitro: Mark Shield |

| 16 de Novembro de 1999 | Espanha | 0 - 1     | México       | McLean Park, Napier                  |
| 18:15                  |         | Relatório | Vallejeo 38' | Público: 4,056 Árbitro: Byron Moreno |

### Grupo C
| Selecção  | J | V | E | D | GM | GS | +/- | Pts |
| --------- | - | - | - | - | -- | -- | --- | --- |
| Austrália | 3 | 2 | 0 | 1 | 4  | 3  | 1   | 6   |
| Brasil    | 3 | 1 | 2 | 0 | 2  | 1  | 1   | 5   |
| Alemanha  | 3 | 0 | 2 | 1 | 1  | 2  | -1  | 2   |
| Mali      | 3 | 0 | 2 | 1 | 0  | 1  | -1  | 2   |

| 12 de Novembro de 1999 | Brasil                             | 2 - 1     | Austrália       | QE II Stadium, Christchurch             |
| 13:45                  | Marquinhos 31' Carlos Henrique 66' | Relatório | Macallister 81' | Público: 6,000 Árbitro: Tomasz Mikulski |

| 12 de Novembro de 1999 | Mali | 0 - 0     | Alemanha | QE II Stadium, Christchurch          |
| 16:00                  |      | Relatório |          | Público: 6,000 Árbitro: Byron Moreno |

| 14 de Novembro de 1999 | Austrália                        | 2 - 1     | Alemanha | QE II Stadium, Christchurch               |
| 16:00                  | Cansdell-Sherriff 66' Byrnes 70' | Relatório | Haas 9'  | Público: 4,000 Árbitro: Isaack Abdulkadir |

| 14 de Novembro de 1999 | Brasil | 0 - 0     | Mali | QE II Stadium, Christchurch                |
| 18:15                  |        | Relatório |      | Público: 4,000 Árbitro: Edgar Rangel Perez |

| 17 de Novembro de 1999 | Alemanha | 0 - 0     | Brasil | QE II Stadium, Christchurch           |
| 16:00                  |          | Relatório |        | Público: 6,500 Árbitro: Hichem Geirat |

| 17 de Novembro de 1999 | Austrália             | 1 - 0     | Mali | QE II Stadium, Christchurch           |
| 18:15                  | Pitter Albrighton 76' | Relatório |      | Público: 6,500 Árbitro: Carlos Batres |

### Grupo D
| Selecção       | J | V | E | D | GM | GS | +/- | Pts |
| -------------- | - | - | - | - | -- | -- | --- | --- |
| Paraguai       | 3 | 2 | 1 | 0 | 9  | 2  | 7   | 7   |
| Catar          | 3 | 2 | 0 | 1 | 6  | 3  | 3   | 6   |
| Burquina Fasso | 3 | 1 | 1 | 1 | 4  | 4  | 0   | 4   |
| Jamaica        | 3 | 0 | 0 | 3 | 0  | 10 | -10 | 0   |

| 12 de Novembro de 1999 | Jamaica | 0 - 1     | Burquina Fasso | Carisbrook, Dunedin                    |
| 18:00                  |         | Relatório | Compaore 12'   | Público: 5,173 Árbitro: Kyros Vassaras |

| 12 de Novembro de 1999 | Paraguai              | 2 - 0     | Catar | Carisbrook, Dunedin                 |
| 20:15                  | Fretes 37' Guzman 57' | Relatório |       | Público: 5,173 Árbitro: Mark Shield |

| 14 de Novembro de 1999 | Burquina Fasso | 1 - 2     | Catar                   | Carisbrook, Dunedin                   |
| 18:00                  | Kabore 57'     | Relatório | Rasoul 16' (g.p.) , 37' | Público: 4,662 Árbitro: Carlos Batres |

| 14 de Novembro de 1999 | Jamaica | 0 - 5     | Paraguai                                                          | Carisbrook, Dunedin                     |
| 20:15                  |         | Relatório | Ferreira 11' Da Silva 15' , 80' (g.p.) Cabrera 30' Figueiredo 43' | Público: 4,662 Árbitro: Taj Addin Fares |

| 17 de Novembro de 1999 | Catar                                      | 4 - 0     | Jamaica | Carisbrook, Dunedin                      |
| 18:00                  | Rasoul 52' , 63' Abuhamda 69' Budawood 91' | Relatório |         | Público: 2,180 Árbitro: Costas Kapitanis |

| 17 de Novembro de 1999 | Burquina Fasso          | 2 - 2     | Paraguai            | Carisbrook, Dunedin                    |
| 20:15                  | Cabrera 4' Ferreira 45' | Relatório | Ouedraogo 50' , 53' | Público: 2,180 Árbitro: Wolfgang Stark |

## Fases finais
|  | Quartas de final              | Quartas de final          |                               |                | Semifinais     | Semifinais     |  |  | Final                     | Final |
|  |                               |                           |                               |                |                |                |  |  |                           |       |
|  | 20 de Novembro - Auckland     |                           |                               |                |                |                |  |  |                           |       |
|  |                               |                           |                               |                |                |                |  |  |                           |       |
|  | Estados Unidos                | 3                         |                               |                |                |                |  |  |                           |       |
|  | Estados Unidos                | 3                         | 24 de Novembro - Christchurch |                |                |                |  |  |                           |       |
|  | México                        | 2                         |                               |                |                |                |  |  |                           |       |
|  | México                        | 2                         | Estados Unidos                | 2 (6)          |                |                |  |  |                           |       |
|  | 21 de Novembro - Christchurch |                           | Estados Unidos                | 2 (6)          |                |                |  |  |                           |       |
|  |                               | Austrália                 | 2 (7)                         |                |                |                |  |  |                           |       |
|  | Austrália                     | Austrália                 | 2 (7)                         | 1              |                |                |  |  |                           |       |
|  | Austrália                     |                           | 27 de Novembro - Auckland     | 1              |                |                |  |  |                           |       |
|  | Catar                         | 0                         |                               |                |                |                |  |  |                           |       |
|  | Catar                         | 0                         | Brasil                        | 0 (8)          |                |                |  |  |                           |       |
|  | 20 de Novembro - Napier       |                           | Brasil                        | 0 (8)          |                |                |  |  |                           |       |
|  |                               | Austrália                 | 0 (7)                         |                |                |                |  |  |                           |       |
|  | Gana                          | Austrália                 | 0 (7)                         | 3              |                |                |  |  |                           |       |
|  | Gana                          | 20 de Novembro - Auckland |                               | 3              |                |                |  |  |                           |       |
|  | Uruguai                       | 2                         |                               |                |                |                |  |  |                           |       |
|  | Uruguai                       | 2                         | Gana                          | 2 (2)          | Terceiro lugar | Terceiro lugar |  |  |                           |       |
|  | 21 de Novembro - Dunedin      |                           | Gana                          | 2 (2)          | Terceiro lugar | Terceiro lugar |  |  |                           |       |
|  |                               | Brasil                    | 2 (4)                         |                |                |                |  |  |                           |       |
|  | Paraguai                      | Brasil                    | 2 (4)                         | 1              | Gana           | 2              |  |  |                           |       |
|  | Paraguai                      |                           |                               | 1              | Gana           | 2              |  |  |                           |       |
|  | Brasil                        | 4                         |                               | Estados Unidos | 0              |                |  |  |                           |       |
|  | Brasil                        | 4                         |                               |                | 0              |                |  |  |                           |       |
|  |                               |                           |                               |                |                |                |  |  | 27 de Novembro - Auckland |       |
|  |                               |                           |                               |                |                |                |  |  |                           |       |

### Quartos-finais
| 20 de Novembro de 1999 | Estados Unidos                     | 3 - 2     | México                | North Harbour Stadium, Auckland       |
| 14:00                  | Beasley 38' Cila 43' Beckerman 48' | Relatório | Vallejeo 2' Yanez 70' | Público: 7,483 Árbitro: Carlos Batres |

| 21 de Novembro de 1999 | Austrália    | 1 - 0     | Catar | QE II Stadium, Christchurch            |
| 14:00                  | Di Iorio 55' | Relatório |       | Público: 3,500 Árbitro: Wolfgang Stark |

| 20 de Novembro de 1999 | Gana                                    | 3 - 2 (a.p.) | Uruguai             | McLean Park, Napier                        |
| 16:00                  | Addo 35' Novegil 45+1' (p.b.) Addo 107' | Relatório    | Olivera 9' Leal 65' | Público: 5,600 Árbitro: Edgar Rangel Perez |

| 21 de Novembro de 1999 | Paraguai     | 1 - 4     | Brasil                            | Carisbrook, Dunedin                     |
| 16:00                  | Da Silva 42' | Relatório | Leonardo 26' , 37' , 56' Cacá 90' | Público: 7,251 Árbitro: Taj Addin Fares |

### Semi-finais
| 24 de Novembro de 1999 | Estados Unidos         | 2 - 2 (2 - 2 a.p.) (6 - 7 g.p.) | Austrália              | QE II Stadium, Christchurch          |
| 16:00                  | Donovan 36' Onyewu 52' | Relatório                       | Byrnes 2' McDonald 35' | Público: 5,000 Árbitro: Byron Moreno |

| 24 de Novembro de 1999 | Gana                 | 2 - 2 (2 - 2 a.p.) (2 - 4 g.p.) | Brasil                         | North Harbour Stadium, Auckland           |
| 19:30                  | Lamptey 66' Addo 81' | Relatório                       | Leonardo 26' Tetteh 28' (p.b.) | Público: 12,451 Árbitro: Costas Kapitanis |

### Terceiro lugar
| 27 de Novembro de 1999 | Estados Unidos | 0 - 2     | Gana                 | North Harbour Stadium, Auckland          |
| 13:15                  |                | Relatório | Pimpong 35' Addo 84' | Público: 15,675 Árbitro: Taj Addin Fares |

### Final
| 27 de Novembro de 1999 | Austrália | 0 - 0 (0 - 0 a.p.) (7 - 8 g.p.) | Brasil | North Harbour Stadium, Auckland         |
| 16:00                  |           | Relatório                       |        | Público: 22,859 Árbitro: Kyros Vassaras |

| Austrália | Brasil |

## Premiações

### Campeões
| Campeão do Mundial Sub-17 da FIFA de 1999 BRASIL 2º Título |

### Individuais
| Bota de Ouro | Bola de Ouro   | Fair Play |
| ------------ | -------------- | --------- |
| Ishmael Addo | Landon Donovan | México    |